# Camp de gel patagó nord
El camp de gel patagó nord té una extensió d'aproximadament 4.200 km², i es troba a 47° 0′ S, 73° 30′ O / 47.000°S,73.500°O, íntegrament dins de la XI Regió de la República de Xile. Es refereix al més petit de les dues parts romanents de l'antic casquet glacial patagó que cobria les muntanyes més meridionals de la Serralada dels Andes durant l'últim màxim glacial. Té una extensió d'aproximadament 120 km de nord a sud i 50 km d'ample.
El camp de gel patagó nord és un vestigi d'un extens casquet glacial que cobria bona part de la Patagònia fa més d'un milió d'anys. Avui dia, amb les seves glaceres en gran part en retrocés, és encara la massa contínua més gran de gel fora de les regions polars.
La seva pervivència és deguda a la seva elevació (de 1.100 a 1.500 m), terreny favorable, i un clima marí, humit i fresc. El camp de gel té 28 glaceres de sortida, les dues més grans San Quintín i San Rafael gairebé arriben a assolir la costa cap a l'oest, cap a l'Oceà Pacific. Les glaceres de sortida més petites, com San Valentín i Nef, alimenten nombrosos rius i llacs d'origen glacial cap a l'est.
Punts geogràfics d'interès dins del camp de gel patagó nord serien: la Muntanya San Valentín (a la zona nord del camp de gel) que assoleix els 4.058 m. i és considerat el cim més alt de la Patagònia; el Cerro Arenales (3437 m.) a prop del marge sud; i la llacuna de San Rafael, la gelera marina més equatorial del món i més gran punt d'atracció turística de la zona.